# Иоганн Мориц Нассау-Зигенский
Иоганн Мориц Нассау-Зигенский (нем. Johann Moritz Fürst von Nassau-Siegen; 17 июня 1604, Дилленбург — 20 декабря 1679, Хау) — принц Нассау-Зигенский, фельдмаршал Соединённых провинций, прозванный «бразилианцем».
Представитель Нассауского дома, родился в фамильном замке в Дилленбурге. Как младший в семье он не рассчитывал унаследовать вотчины предков. Внучатый племянник Вильгельма Молчаливого, в 1621 году он поступил на голландскую службу, где служил под началом своего кузена, принца Фредерика Генриха. В 1626 году отличился при взятии Хертогенбоса.
В 1636 году по рекомендации принца Фредерика Генриха Голландская Вест-Индская компания назначила Нассау-Зигена управляющим голландскими владениями в Бразилии. В начале следующего года он прибыл в Ресифе и за короткое время распространил владения голландцев на отрезок побережья от Сержипи до Сан-Луиса. Под его руководством голландцы отобрали у португальцев остров Сан-Томе, крепость Сан-Жоржи-да-Мина на Золотом берегу и город Луанда.
Управление Бразилией сделало Морица одним из богатейших граждан Соединённых провинций. Он выстроил в Ресифе новый город, наречённый в его честь Маурицстадом, а в Гааге рядом с Бинненхофом возвёл собственную резиденцию — Маурицхёйс. Каспар ван Берле написал латинский трактат о бразильских владениях, а Франциск Планте воспел достижения Морица в поэме на латыни. Тем не менее его расточительность и грандиозные завоевательные планы встревожили руководство Вест-Индской компании. После неудачной экспедиции в Чили он был отозван в Европу (в 1644 году).
Нассау-Зиген рассчитывал принять участие в Тридцатилетней войне, однако она вскоре кончилась, и он принял предложение курфюрста Бранденбурга стать его наместником в Юлих-Клеве-Берге. Он стал командором ордена Святого Иоанна и в 1652 году был удостоен титула имперского князя (фюрста).
В 1661 году заключил оборонительный союз между Англией и Бранденбургом. Когда началась Вторая англо-голландская война, вернулся на голландскую службу и отбил вторжение мюнстерского епископа Христофора-Бернгарда фон Галена. В 1672—1674 годах сражался против Людовика XIV, особенно отличился в сражении при Сенефе.
Князь Нассау-Зиген был холост и бездетен. Последние годы провёл в Клеве. Знаменитый авантюрист Карл Нассау-Зиген считал себя потомком его старшего брата. Бразилец Пауло Сетубал написал о нём исторический роман.